# 保加利亚新电视台电影频道
保加利亚新电视台电影频道  是保加利亚电影频道，隶属于先进传媒集团 (英語：Advance Media Group) 旗下的保加利亚新广播集团。该频道主要播放电影和娱乐节目。成立于2003年，作为Diema视觉第二个频道——Diema第二频道。最初是广播和体育赛事，后来转移到体育频道保加利亚新电视台体育频道 (英語：Nova Sport)。2009年被保加利亚新电视台的所有者收购，并于2011年9月12日更名为一个专注于电影的频道。